# Silas Nwankwo
Silas Nwankwo, född 12 december 2003, är en nigeriansk professionell fotbollsspelare som spelar som anfallare för svenska klubben Mjällby i Allsvenskan.

## Karriär
Silas Nwankwo var kapten i Enugu State Universitys fotbollslag när de vann West African University Games (WAUG) 2015. Nwankwo spelade sedan för den nigerianska klubben Crown FC fram till juli 2019, innan han flyttade till Sunshine Stars. Han representerade sedan Nasarawa United i NPFL och gjorde där 35 matcher och 19 mål säsongen 2020-2021.
I februari 2022 skrev Nwankwo på ett treårskontrakt med Mjällby AIF. I samband med övergången till Mjällby uppstod diskussioner på sociala medier kring Nwankos ålder där vissa menade att han egentligen är betydligt äldre.